# 反应堆级钚
反應堆級鈈是指在反應堆中經過若干年燃燒后由鈾-238經中子捕獲和兩次連續的β衰變生成的鈈-239，再被嬗變成其它鈈的同位素之後形成的混合物。
{\displaystyle \mathrm {^{238}_{\ 92}U\ +\ _{0}^{1}n\ \longrightarrow \ _{\ 92}^{239}U\ {\xrightarrow[{23,5\ min}]{\beta ^{-}}}\ _{\ 93}^{239}Np\ {\xrightarrow[{2,3565\ d}]{\beta ^{-}}}\ _{\ 94}^{239}Pu} }
目前的核電站一般使用的熱中子反應堆只能在有限程度上使用反應堆級鈈，比如混合氧化物核燃料。這種燃料產生的乏燃料中的次錒系元素和含有偶數個中子的鈈同位素含量較高，因此使用一次後就只能作為核廢料處理。快中子反應堆現在還沒有商業化，但在理論上可以直接使用反應堆級鈈。
根據美國能源部的定義，反應堆級鈈主要由鈈-240的含量來決定。傳統上認爲，鈈-240含量越高，用於裂變核武器的可能性就越小。但是近年來，這種看法越來越受到苛責。雖然含大量鈈-240的鈈不能用作裂變武器，可是隨著技術進步，只要使用聚變增強，反應堆級鈈便可以用於熱核武器。比如在迄今爲止當量最大的沙皇炸彈裏面，包覆融合芯（tamper）採用的材料是鉛。如果使用貧化鈾或者反應堆級鈈，該彈的當量會進一步提高。

## 按同位素組成分類
| 鈽-240含量 | <1976年  | >1976年  |          |
| ---------- | -------- | -------- | -------- |
| <7%        | 武器級   | 武器級   |          |
| 7-19%      | 反應堆級 | 燃料級   |          |
| >19%       | 反應堆級 | 反應堆級 | 反應堆級 |

輕水堆中各種核素占縂嬗變率的百分比。

1976年美國能源部對鈈的定義發生了改變。在1976年前祇有兩種分類：武器級鈈（鈈-240含量少於7%）和反應堆級鈈（鈈-240含量超過7%）。1976年之後，又增加了一個分類：燃料級鈈。武器級鈈的定義仍然不變。燃料級鈈的鈈-240含量在7-19%之間，而反應堆級鈈含有超過19%的鈈-240。根據這個定義，目前輕水堆或者沸水堆乏燃料再處理中得到的鈈均屬於反應堆級鈈，而不是燃料級鈈。厤史上，鈈的同位素組成分類對於控制核擴散曾非常重要。

## 使用"反應堆級"鈈的核試驗
1962年，美國在内華達試驗場進行了一次使用反應堆級鈈的地下核試驗，當量低於二萬噸TNT。1977年7月，卡特政府將部分關於該核試驗的文件解密，並以此作為禁止在美國進行乏燃料的核燃料再处理的依據。
据信這次核試驗的鈈來自英國。其同位素組成未知，外界僅知道這種燃料被稱為“反應堆級”。這些鈈有可能來自英國軍方的鎂諾克斯反應堆。据猜測，核試驗中的鈈-239的含量至少為85%，大大超出現今一般反應堆乏燃料中的鈈-239含量。

## 在反應堆中再次使用
快中子反應堆可以使用鈈做燃料，不論其同位素組成如何。1960年代，美國曾計劃提煉鈈，原因是有人猜測到隨著核電的發展，鈾的價格會攀升。爲了充分利用鈾，就必須快中子增殖反應堆。結果鈾的供應增加，電的需求量下降，快中子堆的商業化被推遲了。
第二代的熱中子反應堆（當今數量最多的核電站）只能在有限程度上使用反應堆級鈈，比如將它製成混合氧化物核燃料(MOX燃料)。鈈的同位素中，只有質量數為奇數的才能在吸收熱中子後裂變，質量數為偶數的鈈同位素會在反應堆中積累下來。鈈-240和鈾-238一樣是一種可增殖材料。鈈-240俘獲一個中子後變成鈈-241。但是鈈-242的中子俘獲截面低，還必須俘獲三個中子才能成爲可裂變核素。這些特質無疑都影響了鈈的廣範應用。

## 外部連結
- Reactor-Grade  Plutonium  Can be Used to Make Powerful and Reliable Nuclear Weapons（页面存档备份，存于）, FAS, Richard Garwin, CFR, Congressional testimony, 1998

- Reactor-Grade and Weapons-Grade Plutonium in Nuclear Explosives（页面存档备份，存于）, Canadian Coalition for Nuclear Responsibility

- Nuclear weapons and power-reactor plutonium, Amory B. Lovins, February 28, 1980, Nature, Vol. 283, No. 5750, pp. 817–823

- Garwin, Richard L. . B. van der Zwaan  (编). . World Scientific. 1999-06-15: 144. ISBN 978-981-02-4011-0. But there is no doubt that the reactor-grade plutonium obtained from reprocessing LWR spent fuel can readily be used to make high-performance, high-reliability nuclear weaponry, as explained in the 1994 Committee on International Security and Arms Control (CISAC) publication.

- Additional Information Concerning Underground Nuclear Weapon Test of Reactor-Grade Plutonium（页面存档备份，存于）

- Why You Can’t Build a Bomb From Spent Fuel

- Plutonium Isotopics - Non-Proliferation And Safeguards Issues（页面存档备份，存于）